# 查爾瓦科查湖 (帕卡勞斯區)
11°02′33″S 76°33′20″W / 11.04250°S 76.55556°W
查爾瓦科查湖（Challwaqucha），是秘魯的湖泊，位於該國中南部利馬大區，由瓦拉爾省的帕卡勞斯區負責管轄，該湖泊處於瓦龍科查湖以西。